# ستيفن فريدمان (صحفي)
ستيفن فريدمان (بالإنجليزية: Steven Friedman)‏ هو نقابي وصحفي جنوب أفريقي، ولد في 31 مارس 1953.